# 本·杰弗里斯
本·杰弗里斯（英語：Ben Jefferies，1999年9月10日—），英国男子田径运动员，主攻400米赛跑，他曾入选2024年夏季奥林匹克运动会英国田径队阵容，但并未上场参加任何一项比赛。